# Oedignatha microscutata
Oedignatha microscutata is een spinnensoort uit de familie van de bodemzakspinnen (Liocranidae).
De wetenschappelijke naam van de soort werd in 1934 gepubliceerd door Eduard Reimoser.